# Lotyń (Grande-Pologne)
Pour les articles homonymes, voir Lotyń.
Lotyń (prononciation : [ˈlɔtɨɲ], en allemand : Lottin) est un village polonais de la gmina d'Okonek dans le powiat de Złotów de la voïvodie de Grande-Pologne dans le centre-ouest de la Pologne.
Il se situe à environ 9 kilomètres au nord-ouest d'Okonek (siège de la gmina), 32 kilomètres au nord-ouest de Złotów (siège du powiat), et à 134 kilomètres au nord de Poznań (capitale de la Grande-Pologne).
Le village possède une population de 1 100 habitants.

## Histoire
De 1725 à 1945, Lottin fait partie de l'arrondissement de Neustettin dans le district de Köslin au sein de la province de Poméranie.
De 1975 à 1998, le village faisait partie du territoire de la voïvodie de Piła.

Depuis 1999, Lotyń est situé dans la voïvodie de Grande-Pologne.